# چاه (فیلم ۱۹۵۱)
«چاه» (انگلیسی: The Well) یک فیلم به کارگردانی راسل راوز است که در سال ۱۹۵۱ منتشر شد.

## بازیگران
- جرج همیلتون
- والتر فردریک موریسون
- بری کلی
- هری مورگان
- لین چندلر
- تام پاورز